# 3032 Evans
3032 Evans è un asteroide della fascia principale del diametro medio di circa 22,97 km. Scoperto nel 1984, presenta un'orbita caratterizzata da un semiasse maggiore pari a 2,8940326 UA e da un'eccentricità di 0,0820275, inclinata di 3,22347° rispetto all'eclittica.
L'asteroide è dedicato all'astrofilo australiano Robert O. Evans.